# ドキュメンタリー・ドリーム・ショー 山形 in 東京
ドキュメンタリー・ドリーム・ショーとは、1989年から隔年で開催されている映画の祭典、山形国際ドキュメンタリー映画祭の翌年に東京で行う恒例のイベントである。山形で上映した作品に独自のプログラムを加え、上映する。

## 開催年ごとの開催日程、会場
●2002年10月5日[土]～18日[金]（火曜日休館） ＠神戸アートビレッジセンター
10月26日[土]～11月1日[金] ＠第七藝術劇場
10月26日[土]～11月15日[金] ＠京都朝日シネマ
●2004年9月8日[水]～10月11日[月・祝]
＠国際交流基金フォーラム/アテネ・フランセ文化センター/映画美学校
●2006年9月16日[土]～9月29日[金] ＠ポレポレ東中野
9月30日[土]～10月20[金] ＠アテネ・フランセ文化センター
●2008年9月20日[土]～10月3日[金] ＠ポレポレ東中野
10月4日[土]～10月17日[金] ＠アテネ・フランセ文化センター
11月1日[土]～11月14日[金] ＠ポレポレ東中野
●2010年9月18日[土]～10月1日[金] ＠ユーロスペース
10月9日[土]～10月29日[金] ＠ポレポレ東中野
●2012年8月18日[土]～8月31日[金] ＠オーディトリウム渋谷
9月1日[土]～9月21日[金] ＠ポレポレ東中野
●2014年11月15日[土]～12月19日[金] ＠新宿K’s cinema
11月28日[金]～11月29日[土] ＠城西国際大学（紀尾井町キャンパス）
●2016年9月17日[土]～10月7日[金] ＠新宿K’s cinema
9月22日[木・祝]～9月23日[金] ＠城西国際大学（紀尾井町キャンパス）

## 開催年ごとの上映作品数
●2002年
「神戸セレクション」12本
「大阪セレクション」12本
「京都セレクション」26本
「三都市縦断プログラム」12本
「神戸・大阪 二都市縦断プログラム」1本
その他　13本
計　76本
●2004年
「地震からアジアをみる－9.21」4本
「アメリカン・ドリーム？－アメリカの夢は悪夢かもしれない」9本
「アート＆エクスペリメント アジア」9本
「ニューズリール1968－人はそれを弾丸映画と呼んだ」13本
「沖縄特集 琉球電影列伝／境界のワンダーランド」13本
「中国『作家主義』時代のスターたち！」6本
「世界の現場へ！もっと良心的に もっと行動的に」13本
「にゅうどっくす じゃぱん」5本
「ジャン・ユスターシュという事件」5本
「パゾリーニの秘密」2本　
「ヘルツ・フランクから生まれた10分の映画たち」4本
「前田勝弘映画追悼」2本
「世界にはばたくタイの不思議」2本
「リティー・パニュの旅路－カンボジアから」2本
その他の「インターナショナル・コンペティション」10本
その他の「アジア千波万波」17本
計　116本
●2006年
「中国才気風発」8本
「中東零年」4本
「台湾フルショット」10本
「ジャスティス」5本
「忘れないで」6本
「シネマシネマ」2本
「リティー・パニュの軌跡－カンボジアから」3本
「ドキュメンタリーとビデオアート」7本
「静かな空間　私たちがたたずむ場所」7本
「all about me? 私映画から見えるもの『エピローグ編』」2本
「在日特集」10本
「日本ドキュメンタリー作家シリーズ」26本
計 90本
●2008年
「引き裂かれる魂たち」8本
「ゲット・パブリック！」13本
「青春よ、進め！」7本
「旅するカメラ」5本
「日常が奏でる革命 山形的音楽ドキュメンタリー」3本
「カンボジアのまなざし」3本
「ワイルド・ワイルド・シネマ」4本
「さまよえる若者たちナウ＆クラシックス」8本
「ドイツ・ブラック・ボックス」3本
「ドラマティック・サイエンス！科学映画劇場」25本
「蔵王を撮った男 満州に生きた男」10本
「オキナワ、イメージの縁 映画篇」17本
「中国★記録電影の20年」23本
計 129本
●2010年
「音楽、愛、人生/エディ・ホニグマン」4本
「王兵（ワン・ビン）の世界、アピチャッポンの原点」4本
「大陸インド、夢の王アマル・カンワル」4本
「名匠たちの技と巧み/ハルトムート・ビトムスキーとアヴィ・モグラビ」4本
「コリアクト！KoreAct！」5本
「多様性と共存を求めて」6本
「子どもの目、家族の形」5本
「インターナショナル・コンペティション」10本
「ドキュメンタリーの扉を開いた20年」21本
「世界の音楽に心湧く」12本
「“ドキュメンタリーの父”ロバート・フラハティ」1本
「愛するについて」5本
「世界はもっと広く深い」4本
「中東の未来へ」3本
「消えゆくものへの頌歌」6本
「伝統と継承」4本
「中国最前線」4本
「シマ/島 漂流する映画たち」7本
「ライブ ライブ ライブ！」3本
「やまがたと映画」9本
計 121本
●2012年
「インターナショナル・コンペティション」14本
「アジア千波万波」23本
「シマ/島、いま――キューバから・が・に・を　見る」10本
「回到一圏：日台ドキュメンタリーの12年後」5本
「特別上映作品」11本
「ニュー・ドックス・ジャパン」6本
「ヤマガタ人気投票プロジェクト」4本
「伝説の映画集団NDUと布川徹郎」13本
「イーッカさんがやってきた！」3本
「その他」3本
計 92本
●2014年
「インターナショナル・コンペティション」18本
「アジア千波万波」17本
「アジア千波万波特別上映」3本
「アラブをみる」18本
「16㎜フィルムは生きている！」3本
「審査員作品がおもしろい」8本
「日本プログラム」4本
「特別上映作品」4本
計 75本
●2016年
「インターナショナル・コンペティション」12本
「アジア千波万波」23本
「ラテンアメリカの光と影」8本
「Double Shadows/二重の影――映画が映画を映すとき」8本
「特別上映作品」2本
「アラブをみる」7本
「日本プログラム」2本
計 62本

## 開催年ごとのプログラムタイトル
●2002年
- 「神戸セレクション」
- 「大阪セレクション」
- 「京都セレクション」
- 「三都市縦断プログラム」
- 「神戸・大阪二都市縦断プログラム」

● 2004年
- 「インターナショナル・コンペティション」
- 「アジア千波万波」
- 「地震からアジアをみる－9.21」
- 「アメリカン・ドリーム？－アメリカの夢は悪夢かもしれない」
- 「アート＆エクスペリメント アジア」
- 「ニューズリール1968－人はそれを弾丸映画と呼んだ」
- 「沖縄特集 琉球電影列伝／境界のワンダーランド」
- 「中国『作家主義』時代のスターたち！」
- 「世界の現場へ！もっと良心的に もっと行動的に」
- 「にゅうどっくす じゃぱん」「ジャン・ユスターシュという事件」
- 「パゾリーニの秘密」「ヘルツ・フランクから生まれた10分の映画たち」
- 「前田勝弘映画追悼」
- 「世界にはばたくタイの不思議」
- 「リティー・パニュの旅路－カンボジアから」

●2006年
- 「中国才気風発」
- 「中東零年」
- 「台湾フルショット」
- 「ジャスティス」
- 「忘れないで」
- 「シネマシネマ」
- 「リティー・パニュの軌跡－カンボジアから」
- 「ドキュメンタリーとビデオアート」
- 「静かな空間　私たちがたたずむ場所」
- 「all about me? 私映画から見えるもの『エピローグ編』」
- 「在日特集」
- 「日本ドキュメンタリー作家シリーズ」

●2008年
- 「引き裂かれる魂たち」
- 「ゲット・パブリック！」
- 「青春よ、進め！」
- 「旅するカメラ」
- 「日本が奏でる革命 山形的音楽ドキュメンタリー」
- 「カンボジアのまなざし」
- 「ワイルド・ワイルド・シネマ」
- 「さまよえる若者たちナウ＆クラシックス」
- 「ドイツ・ブラック・ボックス」
- 「ドラマティック・サイエンス！科学映画劇場」
- 「蔵王を撮った男 満州に生きた男」
- 「オキナワ、イメージの縁 映画篇」
- 「中国★記録電影の20年」

●2010年
- 「音楽、愛、人生/エディ・ホニグマン」
- 「王兵（ワン・ビン）の世界、アピチャッポンの原点」
- 「大陸インド、夢の王アマル・カンワル」
- 「名匠たちの技と巧み/ハルトムート・ビトムスキーとアヴィ・モグラビ」
- 「コリアクト！KoreAct！」
- 「多様性と共存を求めて」
- 「子どもの目、家族の形」
- 「インターナショナル・コンペティション」
- 「ドキュメンタリーの扉を開いた20年」
- 「世界の音楽に心湧く」
- 「“ドキュメンタリーの父”ロバート・フラハティ」
- 「愛するについて」
- 「世界はもっと広く深い」
- 「中東の未来へ」
- 「消えゆくものへの頌歌」
- 「伝統と継承」
- 「中国最前線」
- 「シマ/島 漂流する映画たち」
- 「ライブ ライブ ライブ！」
- 「やまがたと映画」

●2012年
- 「インターナショナル・コンペティション」
- 「アジア千波万波」
- 「シマ/島、いま――キューバから・が・に・を　見る」
- 「回到一圏：日台ドキュメンタリーの12年後」
- 「特別上映作品」
- 「ニュー・ドックス・ジャパン」
- 「ヤマガタ人気投票プロジェクト」
- 「伝説の映画集団NDUと布川徹郎」
- 「イーッカさんがやってきた！」「その他」

●2014年
- 「インターナショナル・コンペティション」
- 「アジア千波万波」
- 「アジア千波万波特別上映」
- 「アラブをみる」
- 「16㎜フィルムは生きている！」「審査員作品がおもしろい」
- 「日本プログラム」
- 「特別上映作品」

●2016年
- 「インターナショナル・コンペティション」
- 「アジア千波万波」
- 「ラテンアメリカの光と影」
- 「Double Shadows/二重の影－映画が映画を映すとき」
- 「特別上映作品」
- 「アラブをみる」
- 「日本プログラム」